# Sibatania fluctigena
Sibatania fluctigena là một loài bướm đêm trong họ Geometridae.